# Równina Bellingshausena
Równina Bellingshausena (ang. Bellingshausen Abyssal Plain) – równina abisalna na dnie Morza Amundsena oraz Morza Bellingshausena, położona na obszarze pomiędzy południkami 77°W i 172°W oraz równoleżnikami 60°S i 72°S. Zajmuje powierzchnię 385 000 km2. Rozciąga się z południowego zachodu na północny wschód na długości około 8000 kilometrów, a dominujące głębokości wynoszą od 4000 do 5000 m, z maksymalną głębokością 5399 m. Osady denne składają się z czerwonych glin głębinowych i mułów okrzemkowych. Najstarsze skały dna oceanicznego pochodzą z okresu późnej kredy. Równina została nazwana na cześć Fabiana Bellingshausena. Jej nazwa została zaakceptowana przez organizację Advisory Committee for Undersea Features w kwietniu 1974 roku.